# Narcissus willkommii
Narcissus willkommii é uma espécie de planta com flor pertencente à família Amaryllidaceae. 
A autoridade científica da espécie é Fern. Alonso, tendo sido publicada em Boletim da Sociedade Broteriana, sér. 2 40: 213. 1966.

## Portugal
Trata-se de uma espécie presente no território português, nomeadamente em Portugal Continental.
Em termos de naturalidade é endémica da Península Ibérica.

## Protecção
Não se encontra protegida por legislação portuguesa ou da Comunidade Europeia.